# Nanao, Ishikawa
Nanao (七尾市 (Thất Vĩ thị) Nanao-shi) là một thành phố thuộc tỉnh Ishikawa, Nhật Bản.